# Veronika Halder
Veronika Halder, née le 14 octobre 1980 à Hall in Tirol, est une lugeuse autrichienne active en équipe nationale de 2000 à 2011.

## Palmarès
- Jeux olympiques
  - 5e en luge simple aux Jeux olympiques de Turin 2006
  - 12e en luge simple aux Jeux olympiques de Vancouver 2010

- Championnats du monde
  - Meilleur résultat : 5e en 2003 et 2004

- Championnats d'Europe
  -  Médaille d'argent par équipes mixtes en 2008 à Cesena.
  -  Médaille d'argent par équipes mixtes en 2010 à Sigulda.
  -  Médaille de bronze par équipes mixtes en 2004 à Oberhof
  -  Médaille de bronze en simple en 2008 à Cesena

- Coupe du monde
  - Meilleur classement général : 5e en 2003-2004